# Grand Theft Auto: Episodes From Liberty City
Grand Theft Auto: Episodes From Liberty City (GTA: EFLC) — спільне видання доповнень The Lost and Damned і The Ballad of Gay Tony, повністю розкривають сюжет оригінальної гри Grand Theft Auto IV. Його вихід відбувся 29 жовтня 2009 року, одночасно з виходом доповнення The Ballad of Gay Tony для Xbox 360. Пізніше, 13 квітня 2010 року в Північній Америці і 16 квітня у Європі, було випущено і для PC, і PlayStation 3. Для запуску не потрібно оригінальна копія гри Grand Theft Auto IV, так само як і рахунок у мережі Xbox Live або PSN (крім гри в мережі). Версія гри для Xbox 360 не вимагає установки на жорсткий диск для запуску гри, так само як і більшість інших ігор, які вийшли в минулому. Для видання Episodes from Liberty City було додано 3 нові радіостанції — Vice City FM, RamJam FM і Self-Actualization FM, а також на кожній радіостанції з оригінальної GTA IV прибрана музика з оригінальної гри, але додана нова. Якщо здобувати епізоди окремо, без збірки, тоді ексклюзивних радіостанцій не буде, але залишиться музика з оригінальної гри.

## The Lost and Damned
Епізод під назвою The Lost and Damned з'явився в Xbox Live 17 лютого 2009 року. Історія розвивається навколо Джонні Клебітза — члена байкерської банди The Lost. Під час проходження сюжетної частини оригінальної Grand Theft Auto IV його особистість зустрічалася в деяких місіях.
Ден Хаузер додав кілька слів про контент:

Сюжет не залежить безпосередньо від рішень, які прийняв його в основній грі. Однак багато деталей і загадки головною історії пояснюються, що робить її барвистішою.

## The Ballad of Gay Tony
Другий епізод — The Ballad of Gay Tony вийшов 29 жовтня 2009 року. Головним героєм цього разу став Луїс Лопес. Цей епізод з Ліберті-сіті показує нам зовсім інше місто — місто, доверху набите зброєю, гламуром та брудом.

## Продакшен
Сем Хаузер, засновник Rockstar Games, сказав про Episodes from Liberty City:

Це, безумовно, найкраща гра, створена нами. Цей бойовик складається з безлічі захопливих епізодів і має унікальний ігровий процес і неповторну атмосферу. Команда Rockstar North перевершила саму себе і створила два прекрасних доповнення за безліччю інноваційних моментів. Вас чекають абсолютно два різних за атмосфері епізоду — розповідь про банди мотоциклістів в першому, і зустріч зі світом гламуру і нічних тусовок у другому.

7 жовтня 2009 року вийшов ролик, що об'єднує обидва аддона, і присвячений виданню Episodes from Liberty City.

## Реліз

### Відмінності завантажуваної і дискової версії гри
Існує низка відмінностей в контенті гри, що вийшла у продаж у вигляді дискового видання і версії, доступної для купівлі та завантаження через інтернет у системі Live Marketplace. У даній системі купити Episodes From Liberty City на ПК можливо окремо — в цьому випадку вони встановляться поверх оригінального GTA IV. Дискове видання Episodes from Liberty City встановлюються як окрема гра. Завантажувана версія додає оновлену музику до радіостанцій оригінальної Grand Theft Auto IV, яка нараховує понад 300 музичних треків і стає доступна у всіх 3 іграх. Для видання на носіях в Episodes from Liberty City було додано 3 нові радіостанції — Vice City FM, RamJam FM і Self-Actualization FM, а також на кожній радіостанції з оригінальної GTA IV прибрана музика з оригінальної гри, але додана нова. Якщо здобувати епізоди кожен окремо, без збірки, то ексклюзивні радіостанції будуть відображатися в грі, але залишиться музика з оригінальної гри.

## Геймплей

### Особливості ігрового світу та зв'язку з GTA IV
З огляду на те, що час дії обох епізодів збігається із сюжетною лінією GTA IV Rockstar Games не стали вносити великих і кардинальних зміни в райони або споруди Ліберті-Сіті. Однак, все ж таки існують невеликі зміни та відмінності в будівлях і інтер'єри, наприклад будівля клубу байкерів Lost відрізняється від такого з оригінальної гри. Також примітно, що The Lost and Damned і The Ballad of Gay Tony, на відміну від оригінальної Grand Theft Auto IV, мости між островами Ліберті-Сіті відкриті з самого початку ігри та місто повністю надано для дослідження гравцям.
Іноді протагоністи всіх трьох ігор серії Grand Theft Auto IV сюжетно перетинаються один з одним. Місія«Museum Piece»з обміну діамантів у єврейської мафії, є єдиною, під час якої перетинаються всі протагоністи ігор: Ніко, Джоні і Луїс. Однак озвучування фрази «Rest of you motherfuckers wanna die, do something stupid okay?», Яку виголосив Луїс при зриві угоди в Episodes From Liberty City відрізняється від такого з оригінальної GTA IV. Також є ряд відмінностей і в інших місіях, в яких перетинаються ті чи інші протагоністи.

### Нові можливості в грі
Кожна з ігор пропонує свій погляд протагоніста на місто Ліберті-Сіті — будь то суворий байкер Джонні зі зламаним життям або барвисте і гламурне життя Луїса. У гру The Lost and Damned і The Ballad of Gay Tony було доданий цілий ряд нових можливостей, мініігор, другорядних місій. Тепер для того, щоб зустрітися з усіма друзями відразу, треба тільки зателефонувати один раз і протагоніст вирушить на зустріч зі своїми двома доступними друзями. Були додані нові мініігри: аерохокей; армреслінг, карткова гра «більше-менше», гонки на мотоциклах в The Lost and Damned; а також гольф, танці в клубі, робота викидайлом в клубі Maisonette 9, мінігра за вживання шампанського в The Ballad of Gay Tony. Також в Episodes From Liberty Cityбули додано нові види зброї і нові транспортні засоби.

### Технічні особливості та недоліки
Розробниками з Rockstar Toronto було внесено низку технічних змін в реліз Episodes from Liberty City. Так були перероблені тіні, додана можливість регулювання нічних тіней, додано регулювання якості відображення текстур води, трилінійна і анізотропна фільтрація текстур до х16. Недоліком все ще залишається відсутність ефекту згладжування.